# Palacio Daming
El Palacio Daming fue el complejo palaciego imperial de la Dinastía Tang, ubicado en su capital Chang'an. Sirvió como residencia imperial de los emperadores Tang durante más de 220 años. Hoy en día, está designado como un sitio del patrimonio nacional de China, y forma parte del sitio Patrimonio de la Humanidad de la UNESCO "Rutas de la Seda: la Red de Rutas del Corredor Chang'an-Tianshan". El área está situada al noreste de la actual ciudad de Xi'an, en la provincia de Shanxi.

## Nombre
El palacio originalmente se conocía como Palacio Yong'an, pero fue renombrado como Palacio Daming en 635. En 662, después de renovaciones al palacio, se le cambió el nombre a Palacio Penglai. En 670, se renombró como Palacio Hanyuan  o Palacio Yuan. Finalmente, en 701, el nombre volvió a cambiar a Palacio Daming.

## Historia
La antigua residencia real era el Palacio Taiji (太極宮), construida en la anterior Dinastía Sui.
En 632, el canciller Ma Zhou afirmó que el emperador retirado Gaozu vivía en el Palacio Da'an (大安宮) al oeste, al cual consideraba un lugar inhóspito, ya que estaba construido en tierras bajas de Chang'an que sufrían de humedad y calor durante el verano. Según él, cada vez que el emperador Taizong se mudaba al campo durante los veranos, su padre retirado se quedaba atrás en Chang'an a sufrir el calor del verano. Sin embargo, su padre siempre rechazaba cualquier invitación del emperador Taizong para pasar el verano juntos. Desde el sangriento golpe de Estado del Incidente de la Puerta Xuanwu en 626, parecía que la relación entre padre e hijo se había distanciado hasta tal punto que nunca se recuperó.
En 634, el emperador Taizong inició la construcción del Palacio Daming en la meseta Longshou. Ordenó la construcción del palacio de verano para su padre retirado, el emperador Gaozu, como un acto de piedad filial. Sin embargo, el emperador Gaozu enfermó y nunca presenció la finalización del palacio antes de su muerte en 635, y la construcción se detuvo después de eso.
La emperatriz Wu encargó al arquitecto de la corte Yan Liben el diseño del palacio en 660 y la construcción se reanudó en 662. En 663, la construcción del palacio fue completada bajo el reinado del emperador Gaozong. El emperador Gaozong había iniciado la ampliación del palacio con la construcción del Salón Hanyuan en 662, el cual se terminó en 663. El 5 de junio de 663, la familia imperial comenzó a mudarse del Palacio Taiji al aún no terminado Palacio Daming, que se convirtió en la nueva sede de la corte imperial y en el centro político del imperio.

## Distribución y función

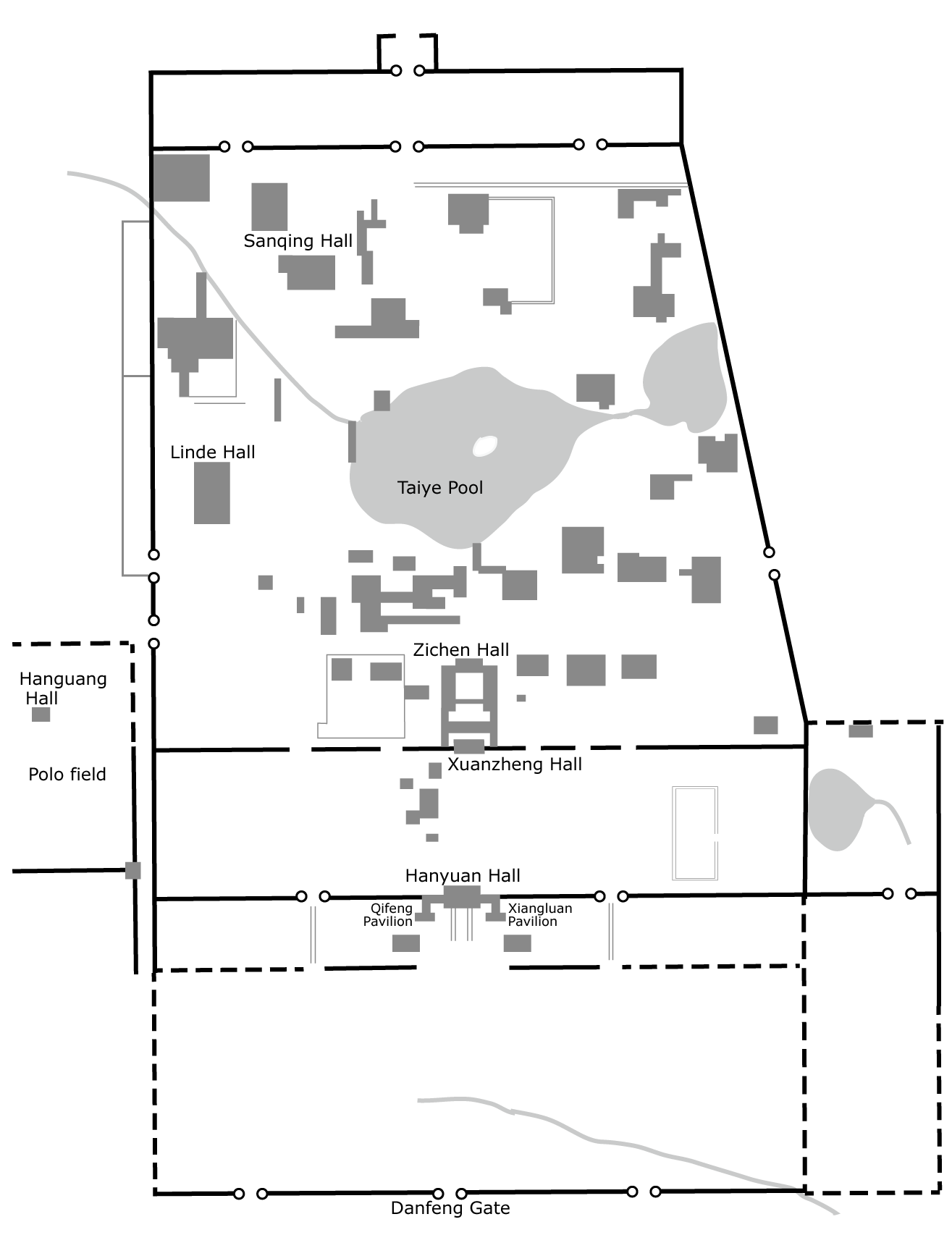
Mapa de las ruinas.

Comenzando desde el sur y terminando en el norte, en el eje central, se encuentran el Salón Hanyuan, el Salón Xuanzheng y el Salón Zichen. Estos salones eran históricamente conocidos como los "Tres Grandes Salones" y formaban parte, respectivamente, del patio exterior, del patio central y del patio interior. La entrada principal que da acceso al complejo del Palacio Daming desde el sur es la Puerta Danfeng. La puerta constaba de cinco accesos. 
El sitio actual abarca más de 4,800 mu, lo que lo hace 3.5 veces más grande que la Ciudad Prohibida, 3 veces más grande que Versalles y 13 veces más grande que el Museo del Louvre.

### Patio exterior
Después de pasar por la Puerta Danfeng, se encuentra una plaza de 630 metros (2,070 pies) de largo, al final de la cual se encuentra el Salón Hanyuan. El Salón Hanyuan estaba conectado a pabellones por pasillos, concretamente el Pabellón Xiangluan al este y el Pabellón Qifeng al oeste. Los pabellones estaban compuestos por tres secciones que se extendían hacia afuera, de la misma forma pero de diferente tamaño, conectadas por pasillos. La plataforma elevada del Salón Hanyuan tiene aproximadamente 15 metros (49 pies) de altura, 200 metros (660 pies) de ancho y 100 metros (330 pies) de largo. El Salón Hanyuan, donde se llevaban a cabo muchas ceremonias estatales, serviría como el salón principal para recibir a los embajadores extranjeros durante los intercambios diplomáticos.

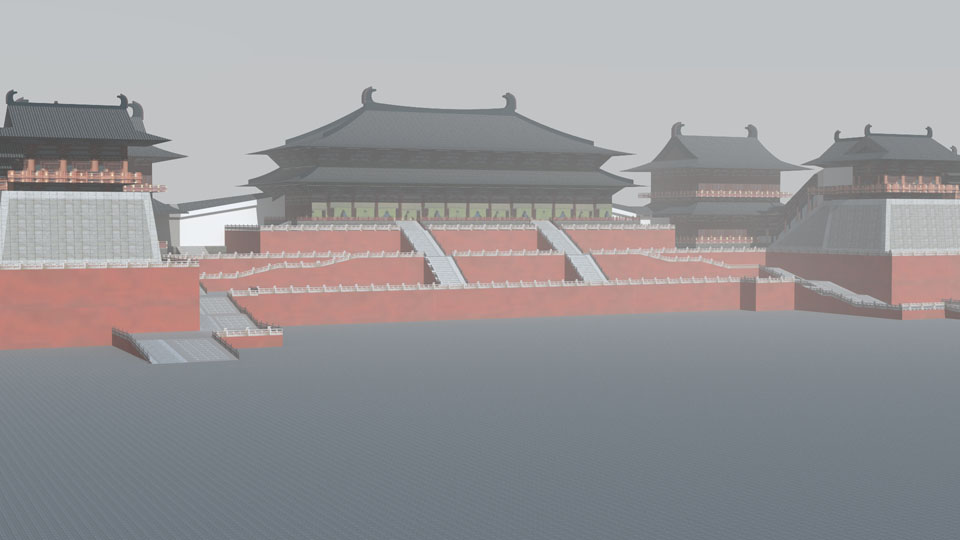
Modelo de reconstrucción del Salón Hanyuan.
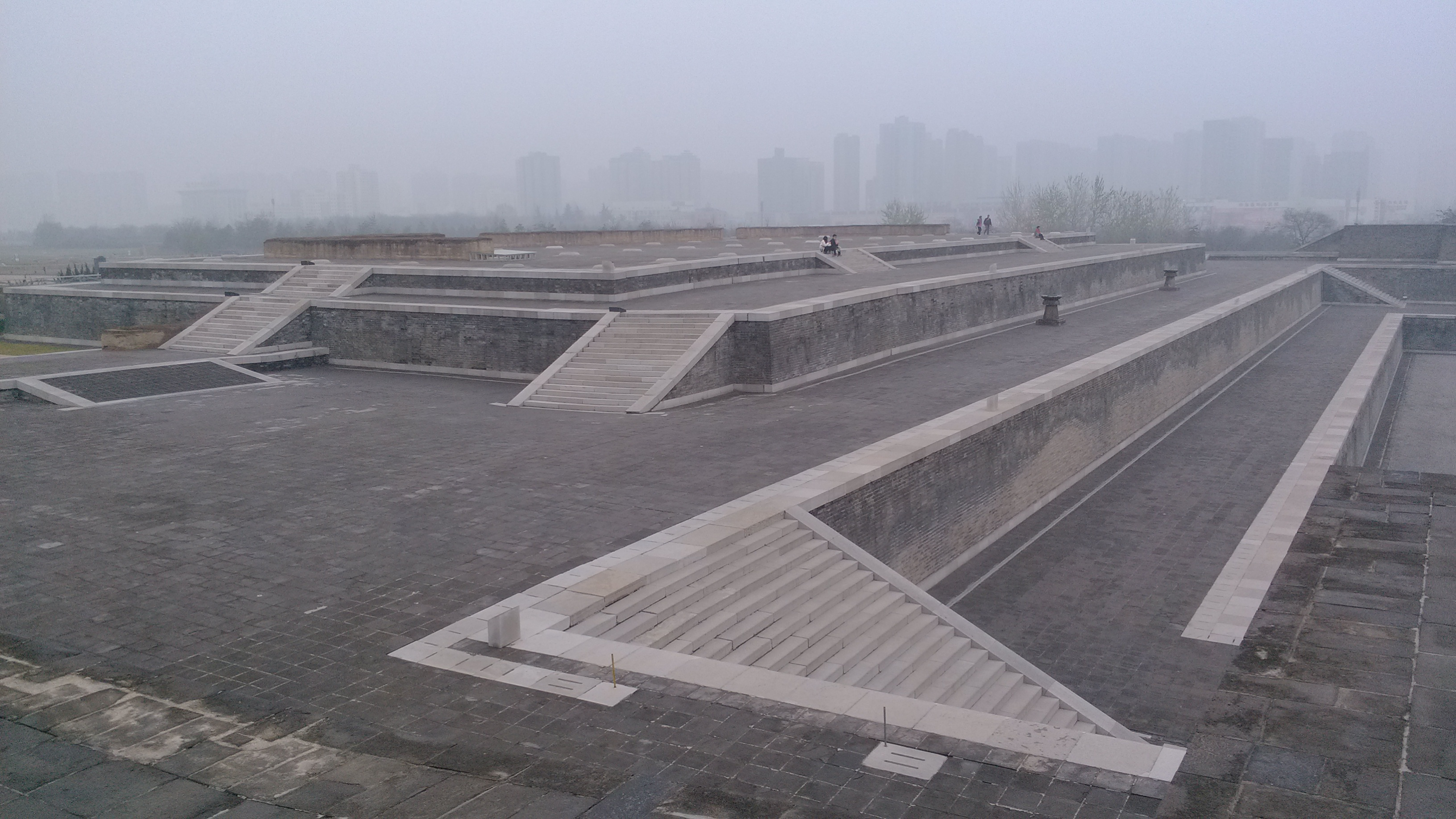
Plataforma base del Salón Hanyuan.
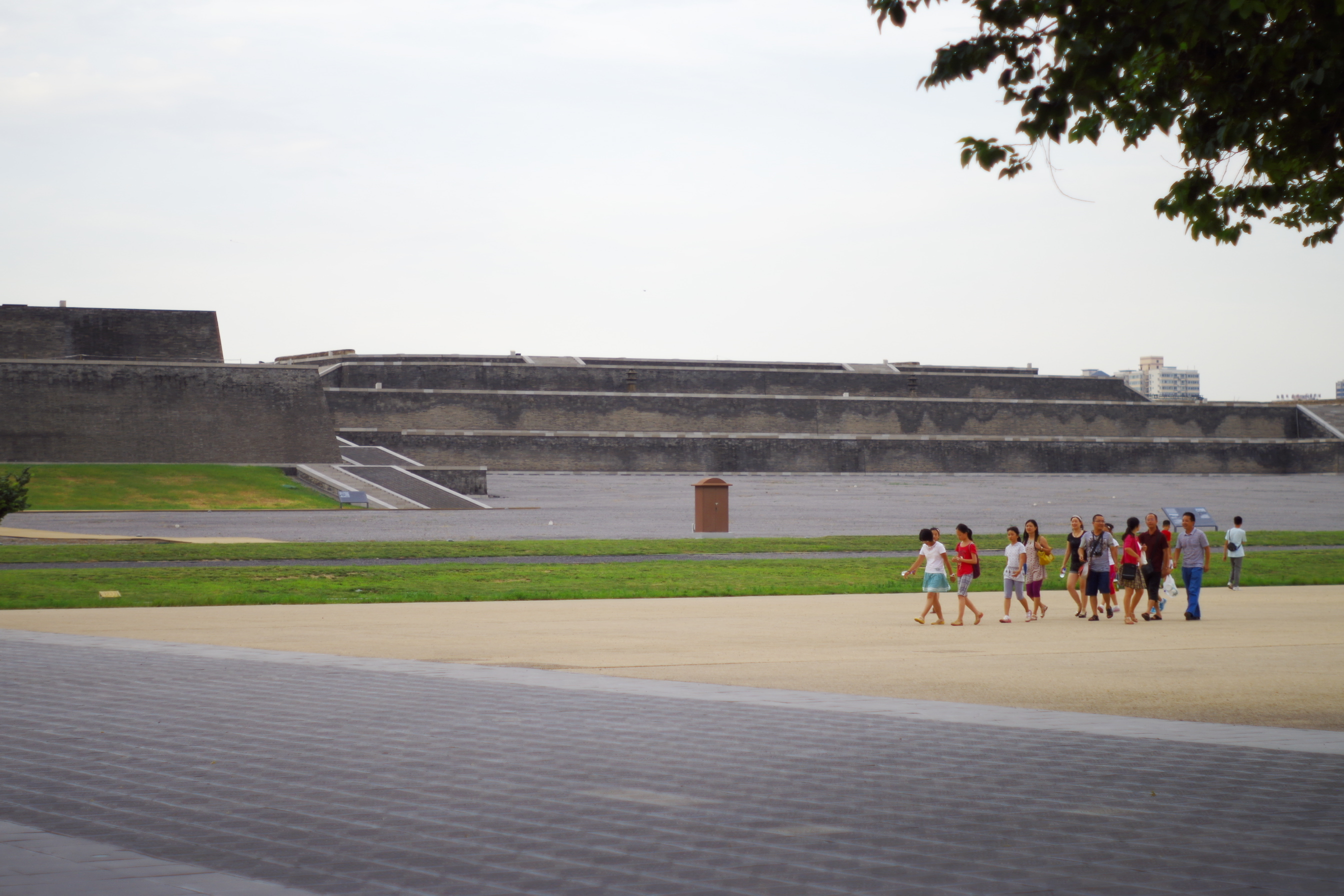
Plataforma base del Salón Hanyuan.

### Patio central
El Salón Xuanzheng está ubicado a unos 300 metros (980 pies) al norte del Salón Hanyuan. En este salón se solían llevar a cabo los asuntos del estado. La oficina de la secretaría estaba ubicada al oeste del Salón Xuanzheng, y la oficina de la cancillería al este. Desde esta área, estructurada bajo el sistema de Tres Departamentos y Seis Ministerios, el Departamento de Asuntos del Estado, la Cancillería y la Secretaría gestionaban la administración central de la Dinastía Tang.

### Patio interior
El Salón Zichen, ubicado en el patio interior, está aproximadamente a 95 metros (312 pies) al norte del Salón Xuanzheng. Albergaba las oficinas centrales del gobierno. Para los funcionarios, era un gran honor ser convocados al Salón Zichen. El Estanque Taiye, también conocido como el Estanque Penglai, se encuentra al norte del Salón Zichen. Los antiguos jardines que rodean el estanque y la isla han sido recreados, basándose en los registros históricos, con jardines de peonías, crisantemos, ciruelos, rosas, bambú, almendros, duraznos y caquis. 

El Salón Linde está ubicado al oeste del lago. Sirvió como lugar para banquetes, representaciones y ritos religiosos. Consistía en tres salones: un salón frontal, uno central y uno trasero, los tres salones adyacentes entre sí. Al norte del complejo del palacio se encontraba un parque imperial. El Salón Sanqing estaba ubicado en la esquina noreste del Palacio Daming y servía como templo taoísta para la familia imperial.

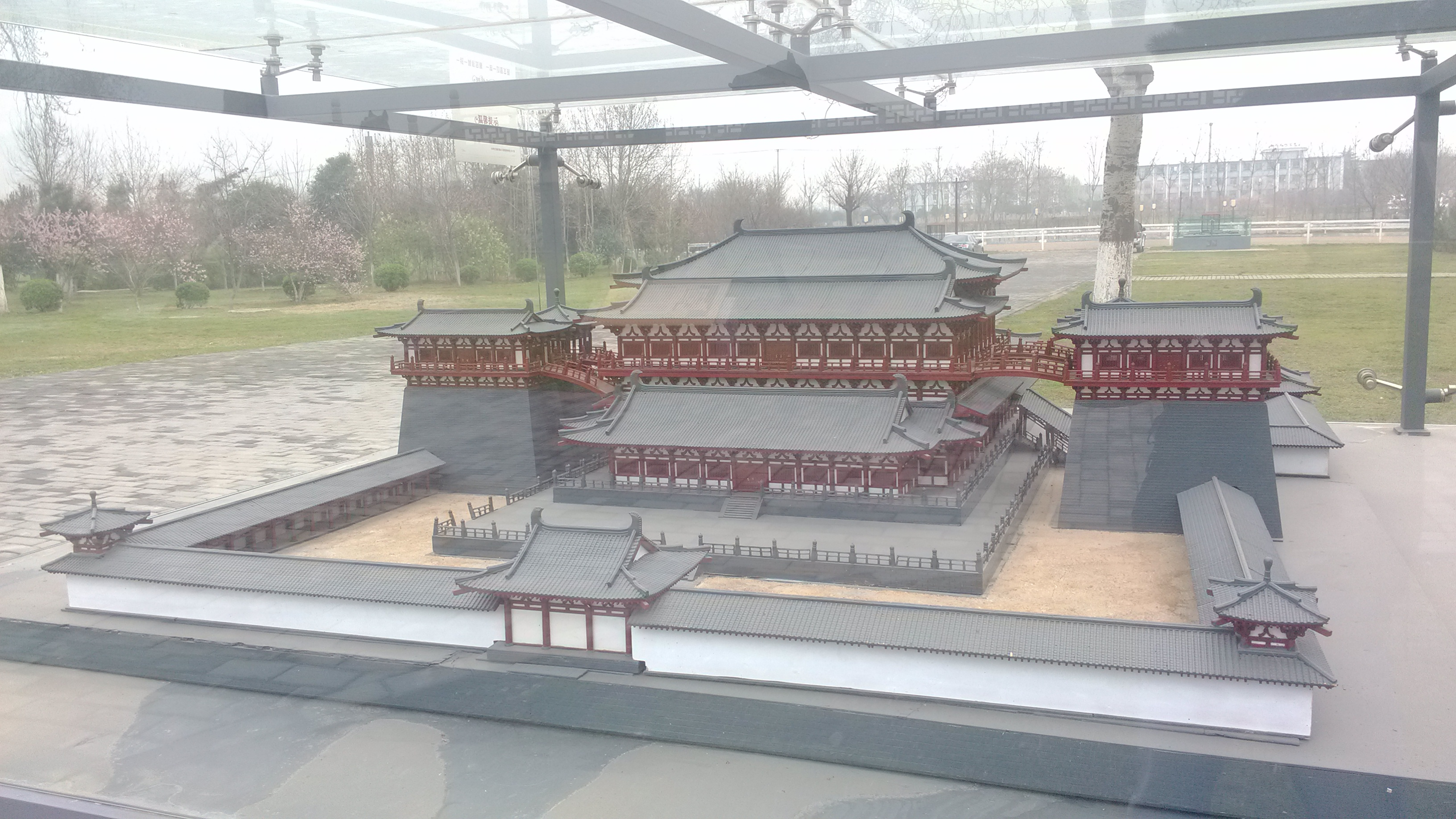
Maqueta del Salón Linde.
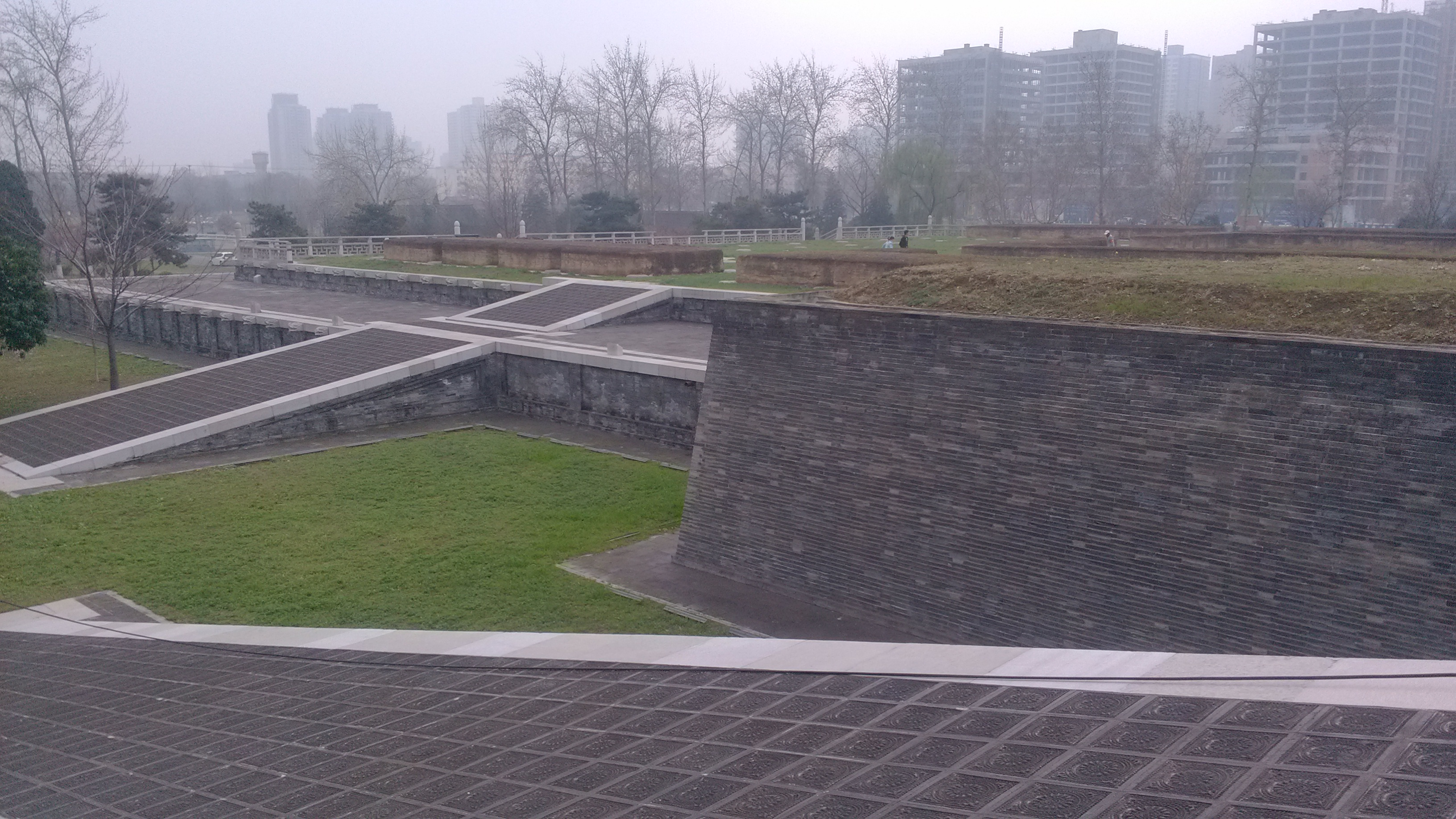
La plataforma base del Salón Linde.

### Alrededores
El área alrededor del complejo del palacio está actualmente plantada con acacias, sauces, flores y arbustos en todos sus lados.

## Patrimonio

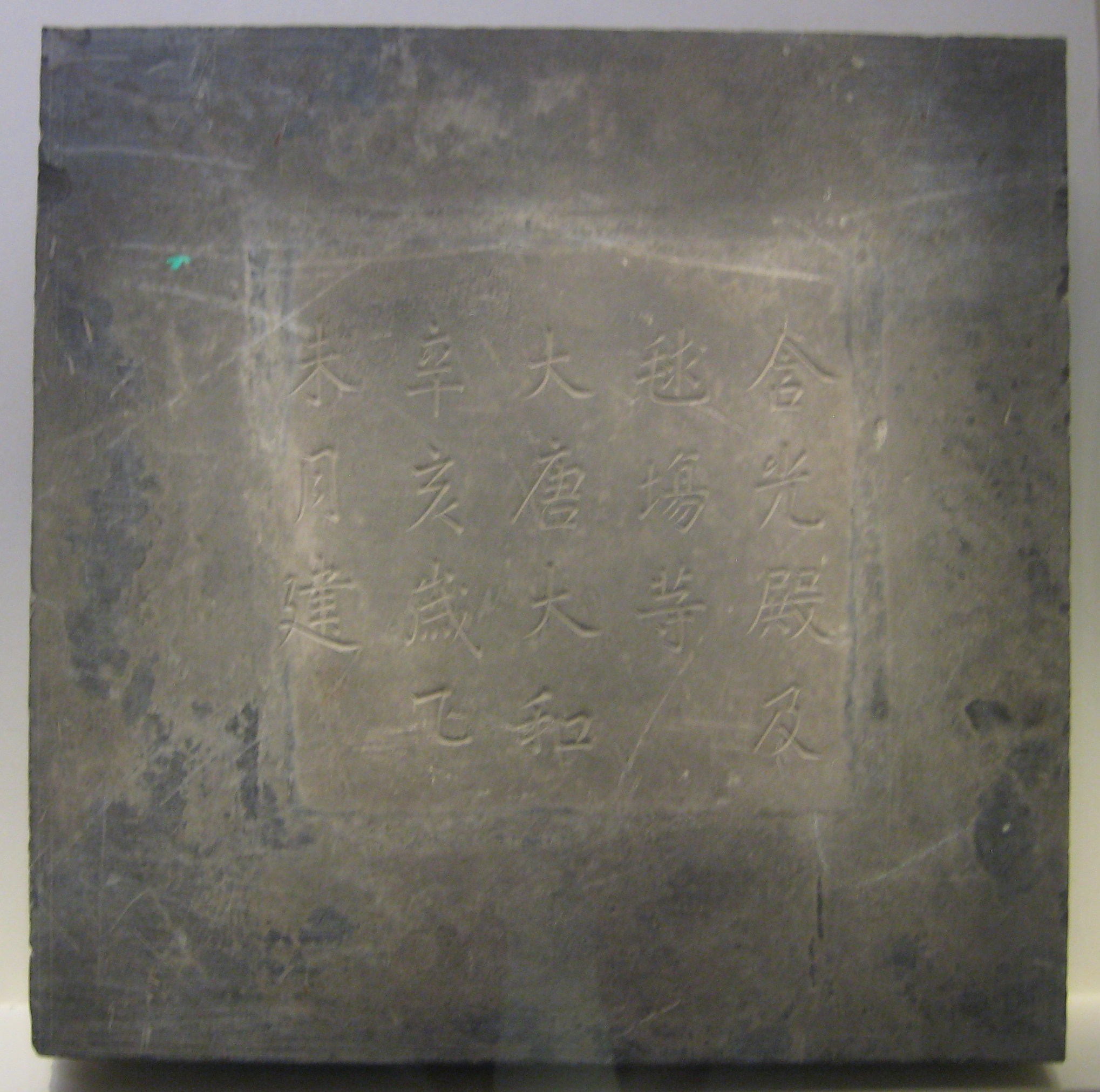
Inscripción en piedra descubierta en 1956 que conmemora la construcción del Salón Hanguang (含光殿) y un campo de polo en el Palacio Daming en 831.

El sitio del Palacio Daming fue descubierto en 1957. Entre 1959 y 1960, se realizaron los primeros estudios y excavaciones del sitio del Salón Hanyuan por parte del Instituto de Arqueología de la Academia China de Ciencias.
Las medidas de conservación preventiva en el sitio del Salón Hanyuan comenzaron en 1993. Entre 1994 y 1996, se llevaron a cabo numerosas prospecciones y excavaciones para la restauración y preservación del sitio. La Administración Nacional de Patrimonio Cultural del gobierno Chino y la UNESCO elaboraron y adoptaron un plan de dos fases el 24 de julio de 1995 para salvaguardar el sitio del Salón Hanyuan. El trabajo en el proyecto comenzó en 1995 como un esfuerzo conjunto del gobierno chino, institutos chinos y japoneses, la UNESCO y varios especialistas. La mayor parte de la labor de conservación concluyó en 2003.
El 1 de octubre de 2010, el Parque Nacional del Patrimonio del Palacio Daming fue abierto al público. Hay numerosas salas de exhibición distribuidas por todo el sitio del complejo del palacio para mostrar los objetos culturales excavados en el lugar.

## Galería

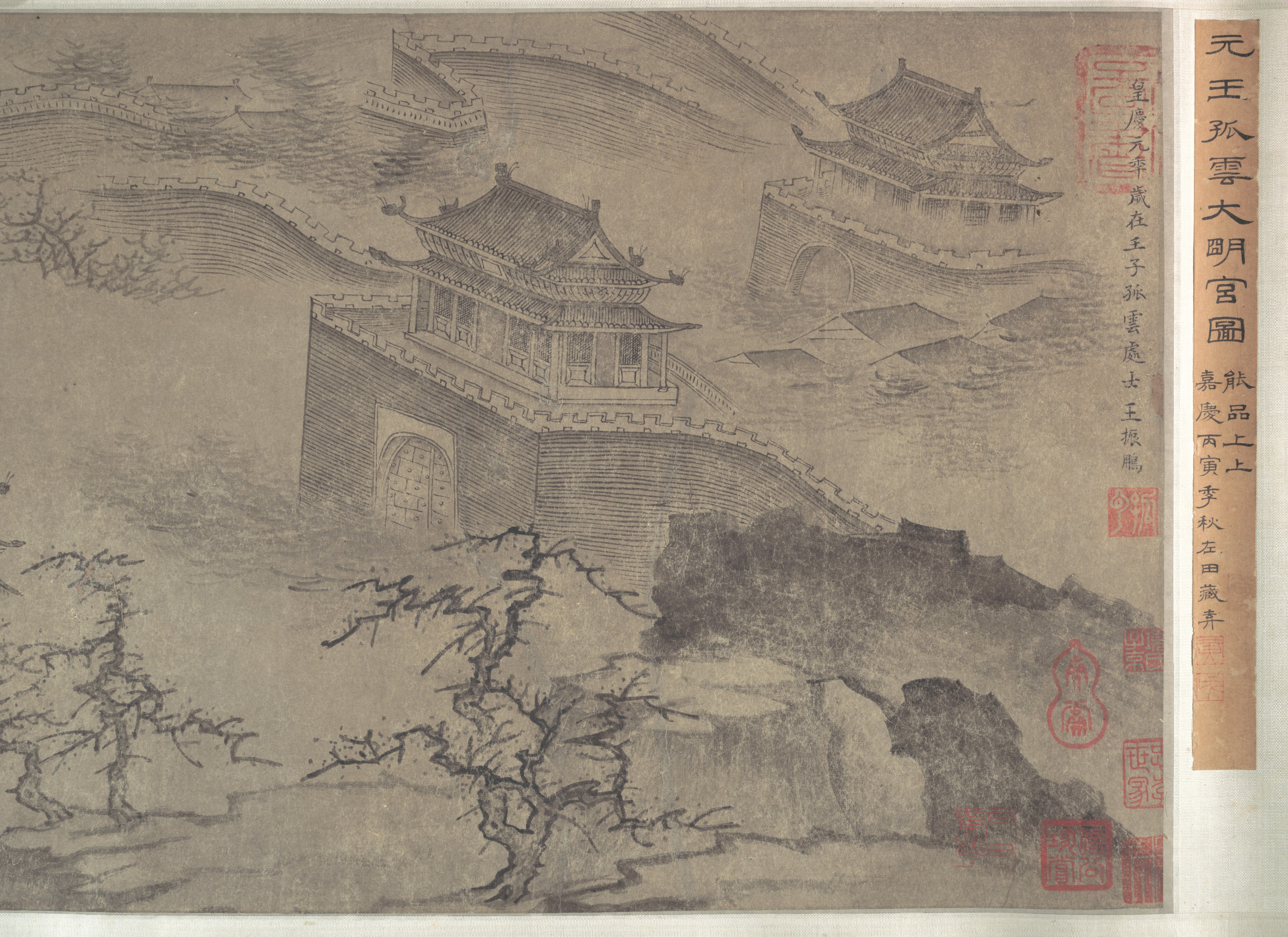
Palacio Daming, atribuido a Wang Zhenpeng (activo entre 1275 y 1330), aunque probablemente hecho en el siglo XV.
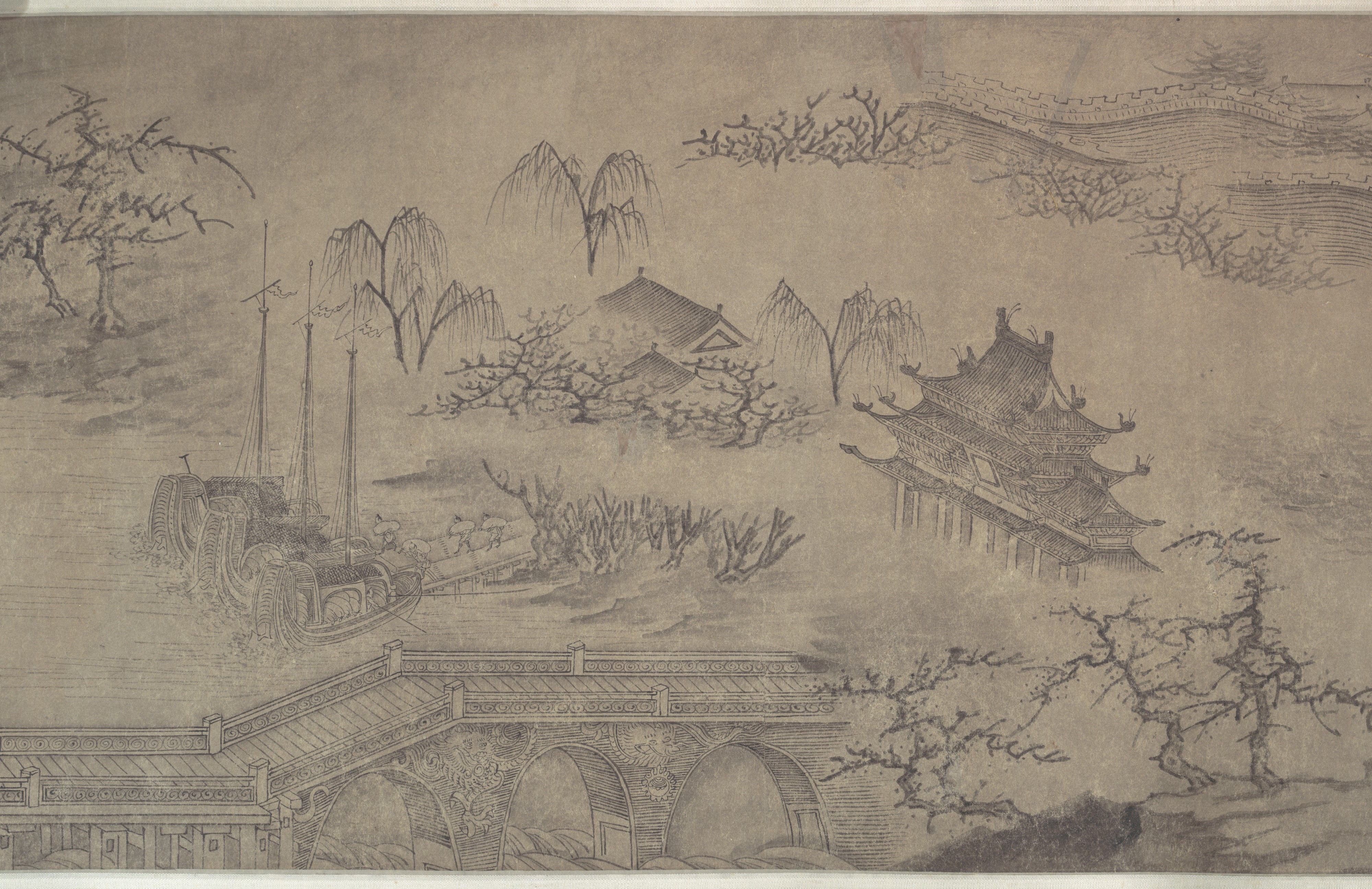
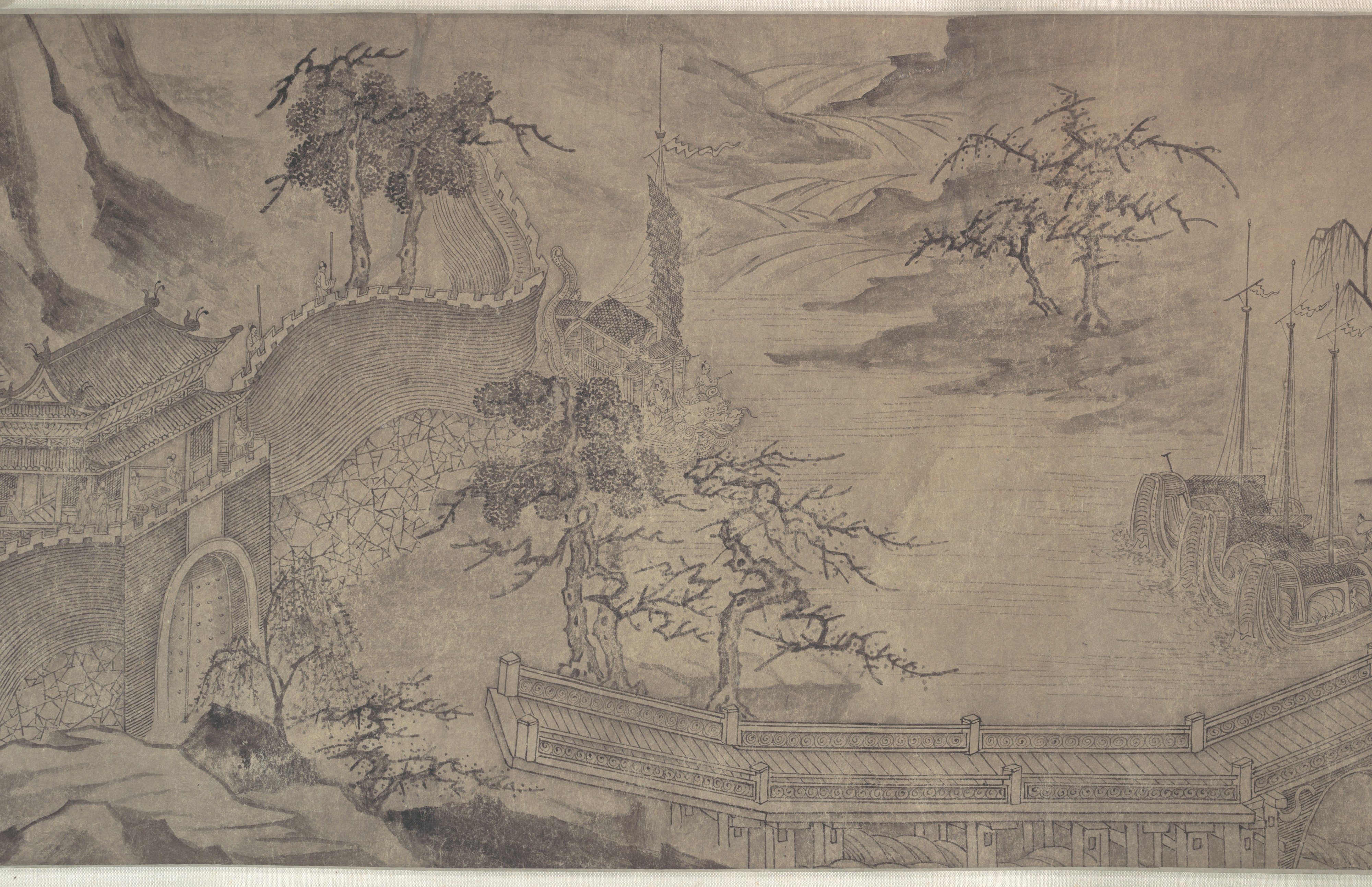
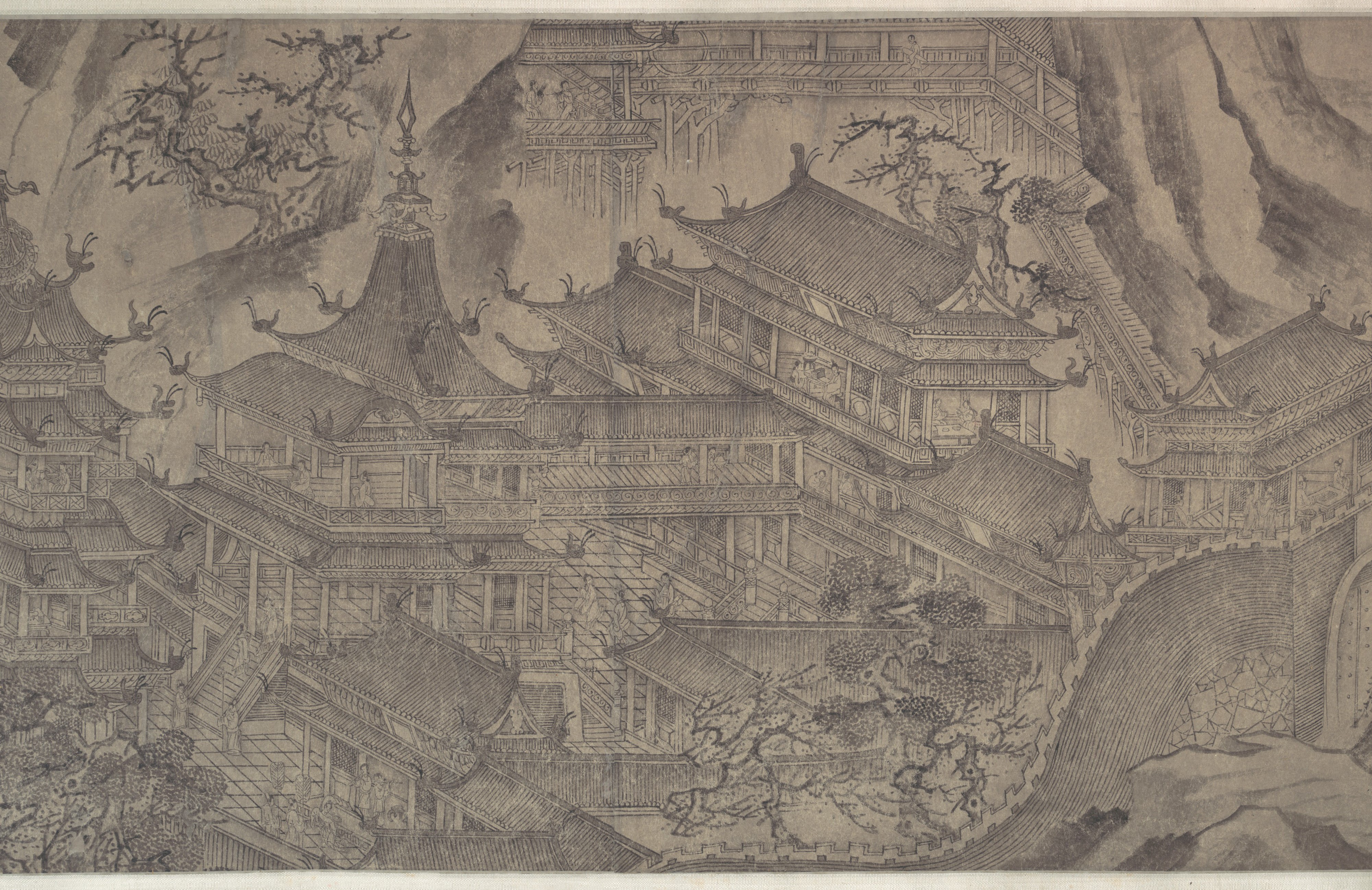
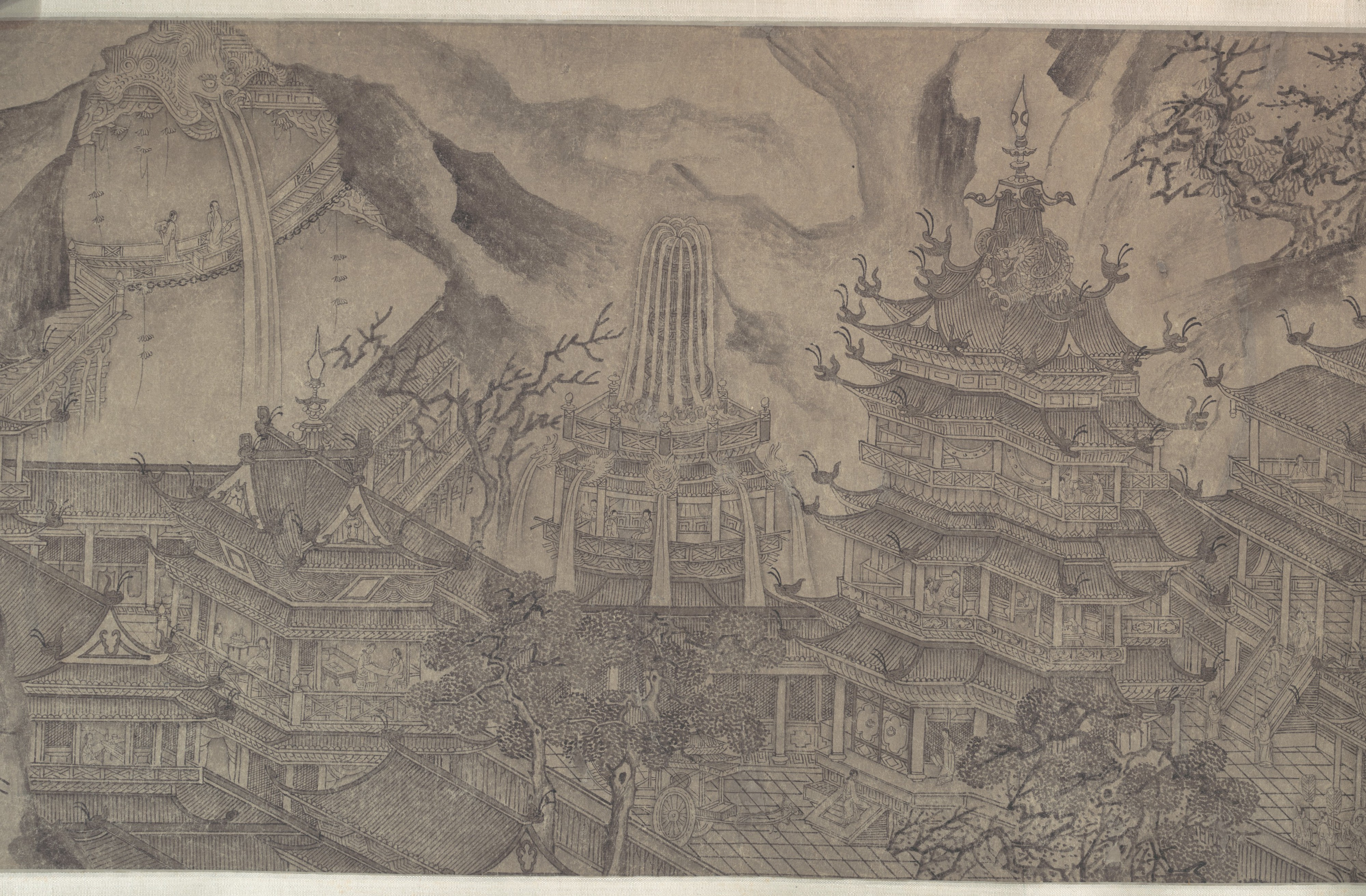
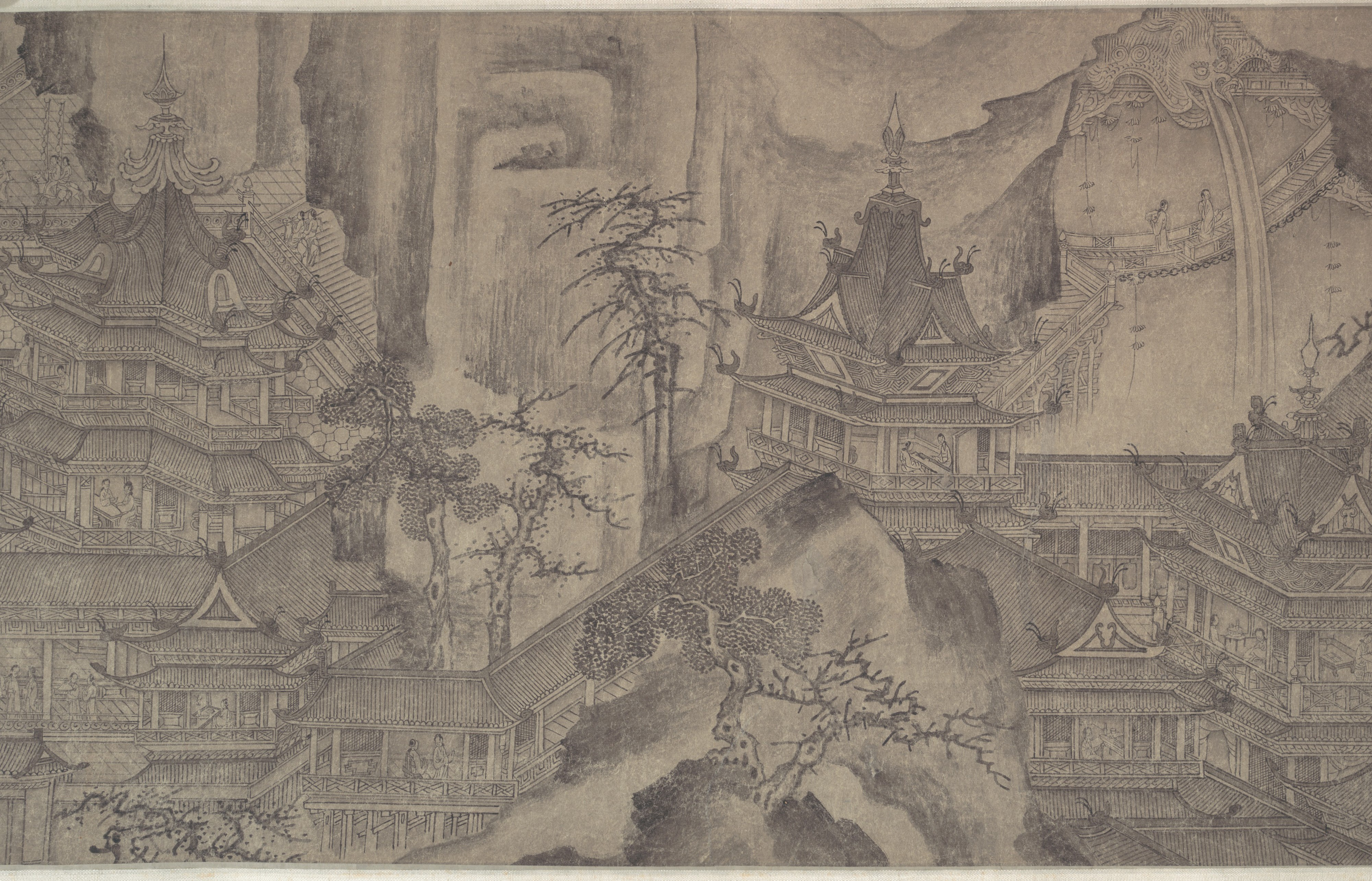
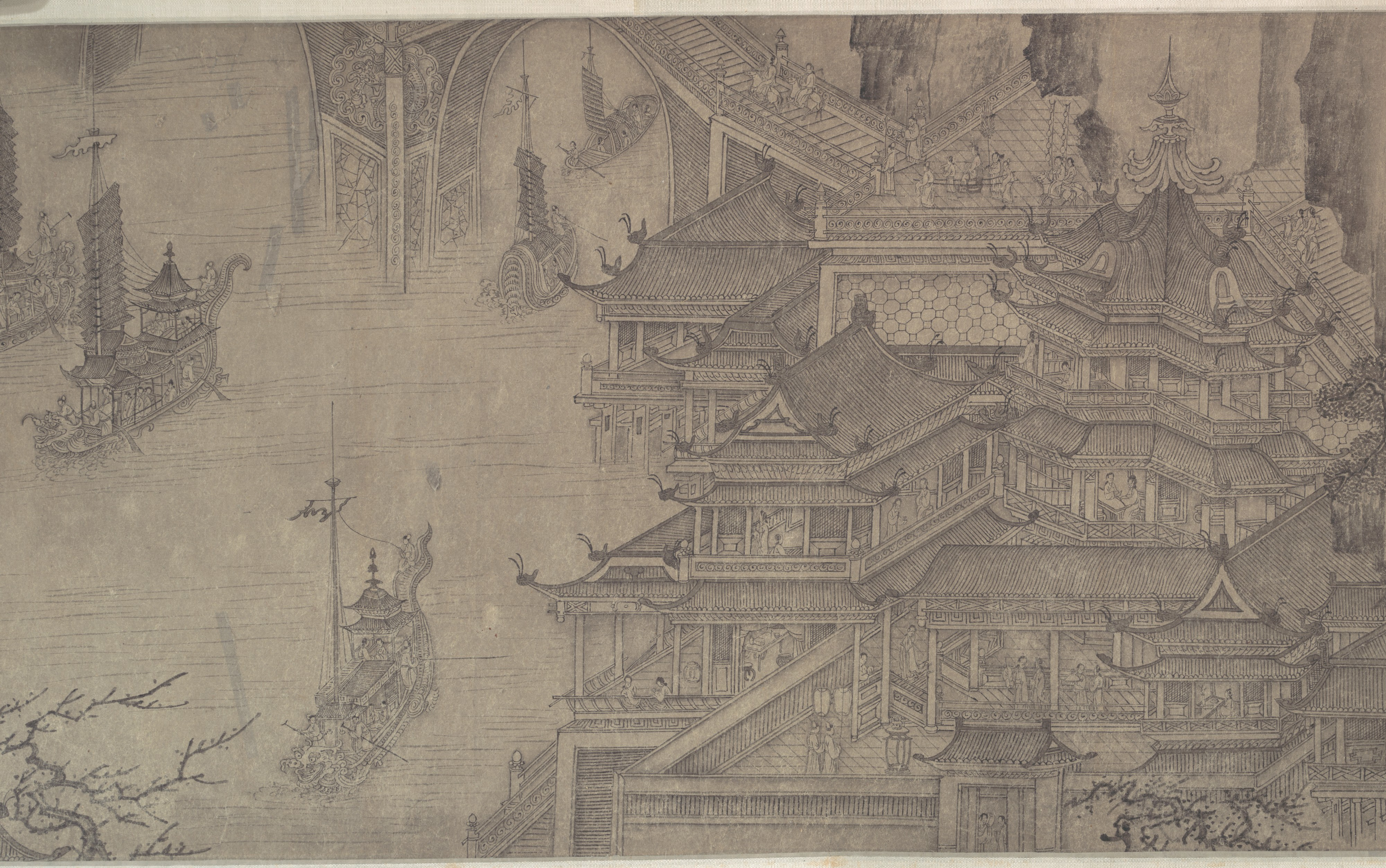
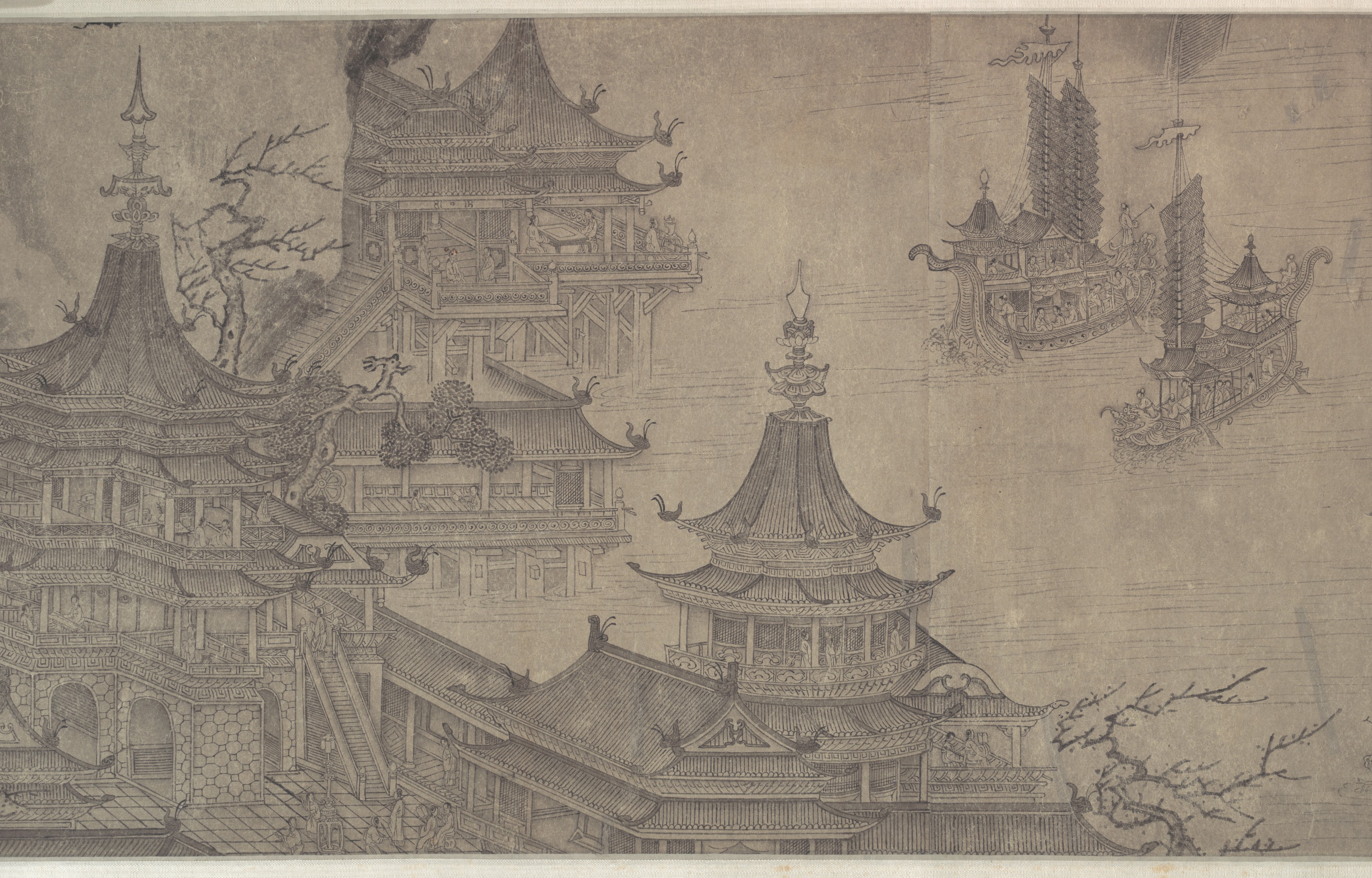
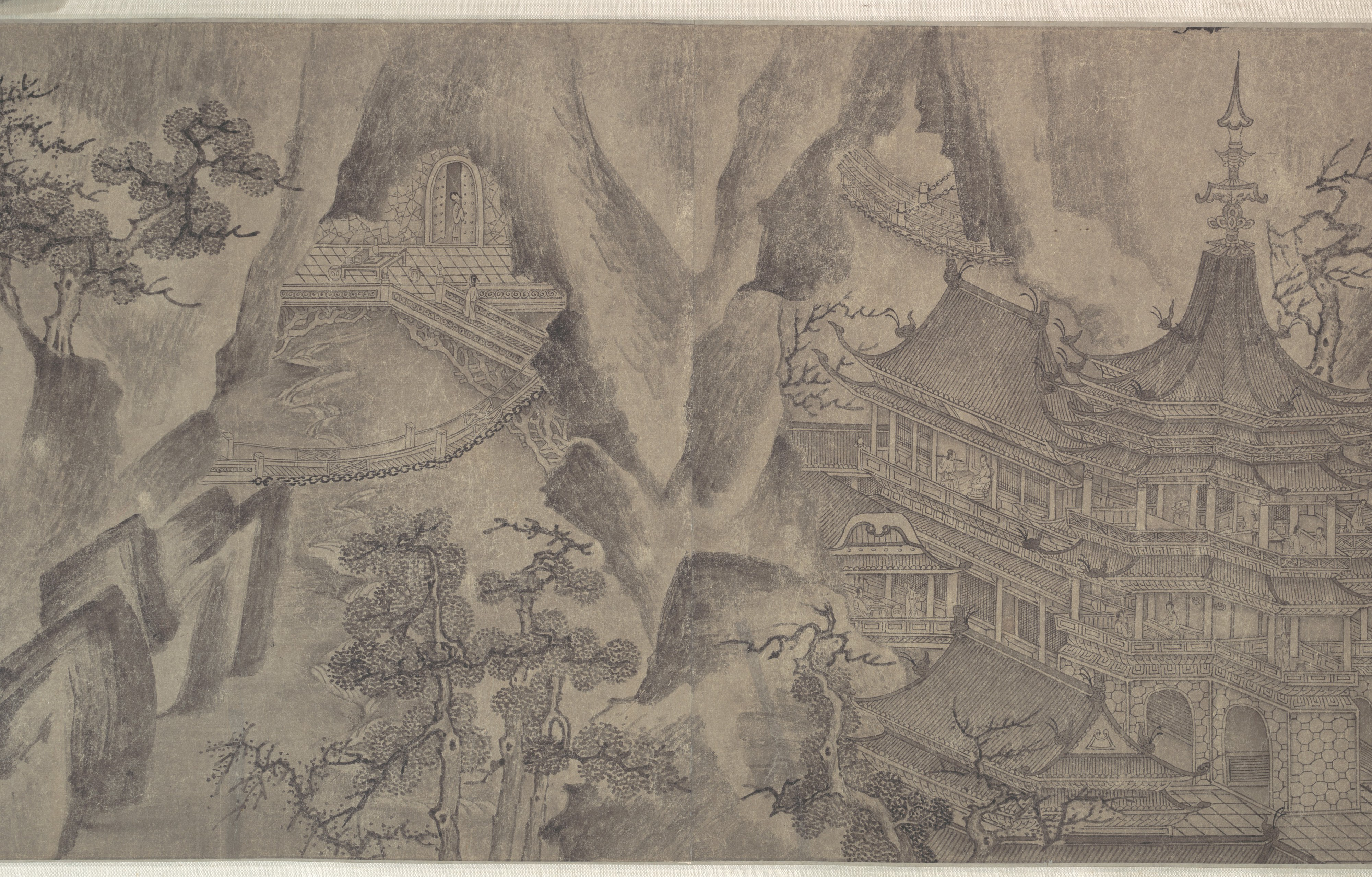